# White Eagle (álbum)
White Eagle es el duodécimo álbum de estudio del grupo alemán de música electrónica Tangerine Dream. Publicado por Virgin Records en 1982 se ha reeditado en numerosas ocasiones como versiones remasterizadas o incluido en compilaciones. 
Dave Connelly en AllMusic lo caracteriza como un álbum "conceptualmente (...) volvieron a caminos familiares pero musicalmente sus mentes estaban funcionando a un nivel más contemporáneo. No es un amalgama ideal lo que sugiere que la banda se encontraba en una encrucijada estilística".

## Producción
Grabado, mezclado y producido en enero de 1982 en Berlín por Johannes Schmoelling, Christopher Franke y Edgar Froese, el álbum contiene cuatro canciones estilísticamente variadas. Es catalogado como un álbum en el que la instrumentación contiene tanto equipamiento analógico como la inclusión progresiva de instrumentación plenamente digital que caracterizaría los siguientes trabajos de Tangerine Dream. 
El tema «Mojave Plan», incorporado con el único tema de la cara A del disco de vinilo, ya había sido tocado en directo con la orquesta de Eberhard Schoener en la «Classic Rock Night» celebrada en Múnich el 9 de diciembre de 1981.
Alcanzó el puesto 57 en las listas de ventas británicas permaneciendo en las mismas durante 5 semanas.

## Lista de temas
| N.º   | Título                 | Escritor(es)                                         | Duración |  |
| 1.    | «Mojave Plan»          | Johannes Schmoelling Christopher Franke Edgar Froese | 20:02    |  |
| 2.    | «Midnight In Tula»     | Johannes Schmoelling Christopher Franke Edgar Froese | 3:55     |  |
| 3.    | «Convention Of The 24» | Johannes Schmoelling Christopher Franke Edgar Froese | 9:32     |  |
| 4.    | «White Eagle»          | Johannes Schmoelling Christopher Franke Edgar Froese | 4:30     |  |
| 38:00 |                        |                                                      |          |  |

## Personal
- Edgar Froese - interpretación, producción y diseño gráfico
- Christopher Franke - interpretación y producción
- Johannes Schmoelling - interpretación y producción
- Monique Froese - diseño gráfico